# トライアンフ・T140 TSX
トライアンフ・TSX（Triumph TSX）は、トライアンフのアメリカ法人であるトライアンフ・モーターサイクルズ・アメリカ（TMA）の社長ウェイン・モールトンが1981年から1982年にかけてデザインしたと認められたイギリスのオートバイ。これは、トライアンフを代表する2気筒モデルがアメリカ人によってデザインされた唯一の例となっている。

## 起源
米国のディーラーが米国市場向けにローライダー・スタイルのトライアンフ・ボンネビルを独自に販売して成功しているのを観察していたモールトンの前任者であるブレンダ・プライスは、メリデンのエンジニアリング・ディレクターであるブライアン・ジョーンズを説得して、ローライダー・スタイルのモデルを開発させていた。工場のジム・バークレーは、プロトタイプのローライダー、フェニックスを設計し、1980年のロンドン・アールズ・コート・モーターサイクル・ショーの工場ブースに展示した。長方形のヘッドランプと変わった形のメーターパネルを備えたこのモデルは生産されなかった。トライアンフは、1979年のT140Dボンネビル・スペシャルが米国ですでに販売不振を経験しており、モールトンはメリデンがアメリカ人の心を掴むことに失敗したと認識した。このことから、モールトンはわずか3,000ポンドという限られた予算ではあったが、国民にアピールできるトライアンフ・ボンネビルのデザインに取り組んだ。

## 仕様
本質的にはトライアンフ・ボンネビルに「西海岸」のアメリカンスタイルを融合させたTSXは、多くの点で際立っていた。特に際立った特徴は、ローダウンされたシャシーと、通常の18インチリムではなく16インチ（410mm）径のリアホイール、そしてフレーム内にオフセットされたエンジン、独自のスイングアーム、そしてそれに合わせて短縮されたクローム仕上げのチェーンガードだった。
TSXエンジンは標準的なアメリカ仕様のT140ES（セルモーター付きのボンネビル）748 cc (45.6 cu in)で、2基の32mm ビング製キャブレター（アマルによるライセンス生産）とルーカス製電子点火装置を備えていた。ドイツの輸入業者はTSXにセルモーターをオプションとして提供していたが、他のすべての市場ではキックスタートが標準で、セルモーターはオプションだった。研磨された外側のカバーはそのままだったが、TSXエンジンの残りの部分は黒く塗装され、冷却フィンのエッジが明るく研磨されて外観を異なるものとしていた。エンジンのクロームメッキされた排気管は標準のボンネビルよりも大口径で、フレームの下に隠された短いメガホンサイレンサーの間にバランスパイプが付いていた。
TSXのフレームは標準のボンネビルのフレームと異なり、シート高を低くして「ローライダー」ルックを模倣するためにパイオリ製リアショックアブソーバーの取り付けポイントが低い角度に設定され、ブレンボ製リアブレーキマスターシリンダーを外部に取り付けるためのブラケットが付いてた。TSX専用のシートには、ライダーがシートの上ではなくシートの中に座るように、顕著な段差が付けられていた。パッセンジャー用のグラブレールもTSX専用で、パッセンジャーシートの段差が高いことを考慮して高くなっており、リアのターンインジケーターはゴムでマウントされていた。サイドカバーも新しくなり、他のトライアンフモデルよりも短縮された形状となった。フロントマッドガードとリアマッドガードはどちらも標準のボンネビルよりも短く、前者は失敗したT140Dボンネビルスペシャルから引き継がれたものだが、塗装仕上げに変更されている（T140Dはクロームメッキ）。リアマッドガードには、英国で義務付けられている大型車両登録プレート用の黒いプラスチックの延長部が付いていた。
TSXの燃料タンクは、大型のビング・キャブレターとオフセットされたエンジンに対応するため、前方に角度のついたパイオリ製の左側ガソリン・タップが1つだけ設置されたイタリア製のユニークなデザインとなった。このタンクには、オプションのロック付きキャップ（アメリカでは必須）付きのモールトン指定の中央配置の給油口と、タンク下部の前部にバランスパイプが設置されていた。ボンネビル・モデルで初めて、タンクとサイドパネルを装飾するためにデカールが使用され、金色のライン入りの赤/オレンジ/黄色のストライプタイプとなった。TSXの基本的な塗色は、最初はバーガンディだったが、982年8月からミッドナイト・ブラック・バージョンも併売された。ミッドナイトブルーは、実現しなかった1983/84年バージョンのTSXのさらなる代替として提案された。
ハンドルバーはややローライズで幅広のUSAスタイルとなり、1981年から他のトライアンフ・モデルに装備されていた黒いプラスチックのULO製ターンインジケーターに代わり、クロームメッキのルーカス製パーツが復活した。クロームメッキのルーカスH4ヘッドランプは、太いクロームメッキのワイヤーサラウンドに取り付けられた。
通常のオートモーティブ・プロダクツ（AP）製のロッキード・ブレーキマスターシリンダーの代わりにブレンボ製リアブレーキマスターシリンダーが装着され、フロントとリアのキャリパーもブレンボ製とされた。また、デュアル・フロント・ディスクがオプション設定された。
1982年から1983年のパンフレットにはグッドイヤーの「イーグル」タイヤが装着されていたが、市販モデルにはエイボンのリアに「ロードランナー」、フロントに「スピードマスター」装着され、タイヤの文字は白で強調されていた。
マグラ製チョークレバーやBumm製のミラー、イタリアのヴェリア製メーター、ブレンボ製リアブレーキマスターシリンダー、パイオリ製リアショックアブソーバー、ガソリンタップといったヨーロッパ製部品がある一方で、アメリカ市場をターゲットとしたモデルであるTSXの唯一のアメリカ製部品は、モリス製アルミホイールだった。            

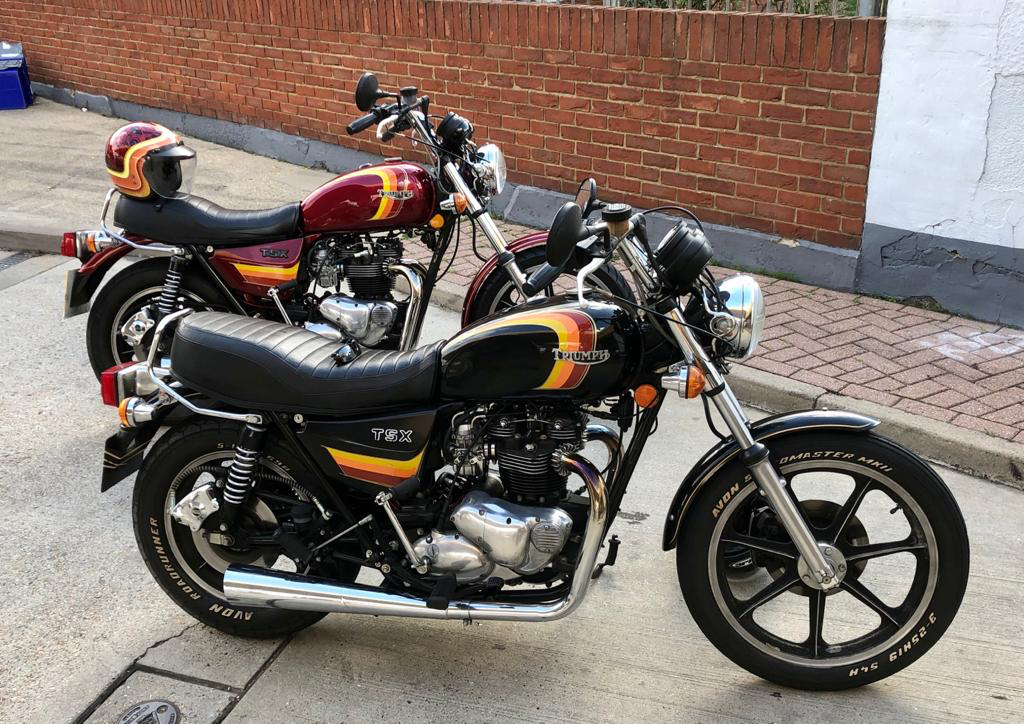
1983型のイギリス向けの赤と、アメリカ向けの黒のトライアンフ・TSX

## 製造
TSXの構成部品の組み立ては1982年3月に開始され、翌月にはモールトンも出席したナショナル・エキシビション・センターでの1982年インターナショナル・モーターサイクル・ショーで発表され、6月に生産が開始される予定だった。モールトンは、最初のTSXが遅くとも1982年6月までに米国に到着し、1983年の春商戦に間に合えば、1000台のTSXの販売を見込んでいた。ファクトリーカスタムのローライダー市場における日本のライバルを引き合いに出し、モールトンはTSXを「A Yamakawahonzuki It Ain't (ヤマカワホンズキではない)」というフレーズで全米に宣伝した。これがトライアンフ・モーターサイクルズ・アメリカの最後のプレス広告となった。アメリカ国内での評判は上々であったが、トライアンフはターゲットであるアメリカ市場にTSXを140台しか輸出する余裕がなかった。

## 評価
TSXの当時のロードテストでは、エンジン性能、軽量性、外観は好意的に評価されたものの、価格、サスペンションの硬さ、そしてヴェリア製計器の品質については批判的な意見が寄せられた。英国の雑誌『Motorcycle Sport』は、TSXを高く評価し、「魅力的で、完成度の高いバイクで、ハンドリングも良く、十分な性能を発揮し、サウンドも素晴らしい」と述べている。あるアメリカのディーラーは、「お客様はTSXを気に入ってくれて、たくさん売れたはずなのに、生産終了前に1台しか入荷しませんでした」と述べている。

## 後日譚
ミッドナイト・ブルーの塗色がオプション設定された以外は変化のないTSXは1984年式に含まれる予定だったが工場から出ることはなく、あとから提案された同様のスタイルのモデルであるTSX8と区別するためにTSX4と名付けられた。TSX8にはトライアンフ・T140W TSSの8バルブエンジンが与えられた。サイドカバーのバッジは、新しい区別を反映して「４」と「８」の数字が加えられた。ウェイン・モールトンは当初、8バルブのTSSエンジンを念頭に置いてTSXを設計したが、このエンジンは生産に間に合うように完成しなかった。
1983年8月26日、メリデン工場の閉鎖に伴い、すべてのトライアンフ モデルの生産が終了した。